# Franciszek Nosiadek
Franciszek Bernard Nosiadek (ur. 17 września 1949) – polski działacz samorządowy, menedżer i inżynier, w latach 1981–1990 naczelnik i następnie prezydent Knurowa.

## Życiorys
Wnuk powstańca śląskiego i więźnia obozów koncentracyjnych Karola Piszczka. W 1969 ukończył technikum mechaniczne w Rybniku, a w 1980 studia z obróbki skrawaniem i budowy maszyn na Politechnice Śląskiej. Później kształcił się w zakresie administracji i zarządzania na Uniwersytecie Śląskim oraz w Kolegium Zarządzania Akademii Ekonomicznej w Katowicach. Od 1966 pracował jako tokarz, ślusarz i frezer, odbywając w międzyczasie służbę wojskową i stopniowo awansując zawodowo. Doszedł do stanowiska kierownika szkoleń i głównego mechanika w Przedsiębiorstwie Remontowym Urządzeń Koksowniczych „Koksorem” w Knurowie.
1 marca 1981 objął stanowisko naczelnika Knurowa, za jego kadencji z początkiem 1987 stanowisko uległo przekształceniu w prezydenta miasta. Zajmował je do 31 lipca 1990. W III RP związany z Sojuszem Lewicy Demokratycznej, z jego listy w 2001 kandydował do Sejmu. W latach 90. zasiadał w knurowskiej radzie miejskiej. W latach 1998–2002 kierował miejską spółką wodociągową w Knurowie, następnie został dyrektorem Górnośląskiego Przedsiębiorstwa Wodociągów w Katowicach. Zasiadał w radach nadzorczych różnych spółek, m.in. Banku Spółdzielczego w Knurowie. Rozpoczął także prowadzenie własnego biura rachunkowego.